# Granieu
Granieu és un municipi francès situat al departament de la Isèra i a la regió d'Alvèrnia-Roine-Alps. L'any 2007 tenia 398 habitants.

## Demografia

### Població
El 2007 la població de fet de Granieu era de 398 persones. Hi havia 152 famílies de les quals 36 eren unipersonals (16 homes vivint sols i 20 dones vivint soles), 36 parelles sense fills, 72 parelles amb fills i 8 famílies monoparentals amb fills.
La població ha evolucionat segons el següent gràfic:
Habitants censats

### Habitatges
El 2007 hi havia 171 habitatges, 149 eren l'habitatge principal de la família, 16 eren segones residències i 6 estaven desocupats. 154 eren cases i 17 eren apartaments. Dels 149 habitatges principals, 123 estaven ocupats pels seus propietaris, 24 estaven llogats i ocupats pels llogaters i 2 estaven cedits a títol gratuït; 1 tenia dues cambres, 20 en tenien tres, 38 en tenien quatre i 90 en tenien cinc o més. 126 habitatges disposaven pel capbaix d'una plaça de pàrquing. A 59 habitatges hi havia un automòbil i a 81 n'hi havia dos o més.

### Piràmide de població
La piràmide de població per edats i sexe el 2009 era:
| Homes | Edats   | Dones |
| ----- | ------- | ----- |
| 0     | 95 o +  | 0     |
| 0     | 90 a 94 | 4     |
| 4     | 85 a 89 | 0     |
| 0     | 80 a 84 | 0     |
| 8     | 75 a 79 | 8     |
| 8     | 70 a 74 | 16    |
| 8     | 65 a 69 | 0     |
| 8     | 60 a 64 | 0     |
| 0     | 55 a 59 | 0     |
| 12    | 50 a 54 | 4     |
| 4     | 45 a 49 | 12    |
| 20    | 40 a 44 | 20    |
| 12    | 35 a 39 | 12    |
| 8     | 30 a 34 | 0     |
| 8     | 25 a 29 | 12    |
| 0     | 20 a 24 | 4     |
| 16    | 15 a 19 | 20    |
| 20    | 10 a 14 | 8     |
| 0     | 5 a 9   | 0     |
| 0     | 0 a 4   | 8     |

## Economia
El 2007 la població en edat de treballar era de 255 persones, 193 eren actives i 62 eren inactives. De les 193 persones actives 179 estaven ocupades (102 homes i 77 dones) i 14 estaven aturades (1 home i 13 dones). De les 62 persones inactives 22 estaven jubilades, 20 estaven estudiant i 20 estaven classificades com a «altres inactius».

### Ingressos
El 2009 a Granieu hi havia 159 unitats fiscals que integraven 444,5 persones, la mediana anual d'ingressos fiscals per persona era de 18.379 €.

### Activitats econòmiques
Dels 15 establiments que hi havia el 2007, 2 eren d'empreses de fabricació d'altres productes industrials, 2 d'empreses de construcció, 1 d'una empresa de comerç i reparació d'automòbils, 1 d'una empresa de transport, 2 d'empreses d'hostatgeria i restauració, 1 d'una empresa financera, 4 d'empreses immobiliàries, 1 d'una empresa de serveis i 1 d'una empresa classificada com a «altres activitats de serveis».
Dels 6 establiments de servei als particulars que hi havia el 2009, 1 era un taller de reparació d'automòbils i de material agrícola, 2 fusteries, 2 restaurants i 1 agència immobiliària.
L'any 2000 a Granieu hi havia 10 explotacions agrícoles que ocupaven un total de 348 hectàrees.

## Poblacions més properes
El següent diagrama mostra les poblacions més properes.